# フローラ (ティツィアーノ)
『フローラ』（伊: Flora）は、盛期ルネサンスのイタリア、ヴェネツィア派の巨匠ティツィアーノ・ヴェチェッリオが1515年頃に制作した絵画である。油彩。初期のティツィアーノを代表する作品で、主題は正確には不明であるが、しばしばローマ神話の春と花の女神フローラを描いたものと考えられている。フィレンツェのウフィツィ美術館に所蔵されている。

## 作品
理想の美しさを備えた女性は半身像で描かれている。彼女は左肩から落ちる大きなプリーツシャツを着て、ほとんど胸を露出している。これはジョルジョーネの絵画『ラウラ』に由来するヴェネツィアで大成功した絵画のジャンルである。彼女は左手にピンクのコートを持っている。コートは上の裸の顔色を強調しており、右手には一握りの葉と花を持っている。モデルはルーヴル美術館の『鏡の前の女』（Donna allo specchio）、ミュンヘンのアルテ・ピナコテークの『虚栄』（Vanità）、ドーリア・パンフィーリ美術館『サロメ』（Salomè）、美術史美術館の『ヴィオランテ』（Violante）、『黒い服を着た若い女性』（Giovane donna con veste nera）、スコットランド国立美術館の『海から上がるヴィーナス』（Venere Anadiomene）といった、同じ年までさかのぼる一連の絵画の主題であるブロンドで縮れた髪の女性と同じである。ただし画家の工房では、たとえば「ベラ」（Bella）に関連する一連の作品でも検証可能なように、同じカルトン（下絵）ではなくても、同じ研究に由来するバリエーションを使用して同様の作品を制作する習慣があった。この女性はまたボルゲーゼ美術館の『聖愛と俗愛』（Amor sacro e Amor profano）の女性像およびいくつかの「聖会話」で描かれた女性像と似ている。これらの人物は当時のヴェネツィアの芸術で頻繁に見られる、豊かで従順な女性らしさの集合的な想像力の一部となった。
画像の意味は広く議論された。おそらく彼女はクルチザンヌ（高級娼婦）であり、17世紀のエングレーヴィングが示唆するように、彼女が身に着けているドレスが花嫁のローブではなく、ルネサンス時代に再解釈された古典的なチュニックであったとしても、結婚愛のシンボルである可能性がある（エルヴィン・パノフスキー）。右手にある一握りの春の花から、彼女はしばしば春または植物の女神であるフローラとして解釈された。ヴィーナスのアットリビュートとしての花は『ウルビーノのヴィーナス』（Venere di Urbino）でも同様の位置にある。彼女の指がまとまりなくばらばらに広がっていることは、彼女がすぐに処女を失い、結婚指輪を身に着けるという花嫁の約束のしるしと思われる。その代わりとして右手の薬指に婚約指輪が見える。19世紀、イタリアの美術評論家ジョヴァンニ・バティスタ・カヴァルカゼルとイギリスの美術史家ジョゼフ・アーチャー・クロウによると、それは「古代美術を連想させる古典的な何か」を表している。片方はシャツで覆われ、もう片方は覆われていない女性の胸が示唆するように、描かれた女性像は『聖愛と俗愛』と同様の花嫁に典型的な純潔（pudicitia）と官能性（voluptas）を組み合わせた作例であったと思われる。

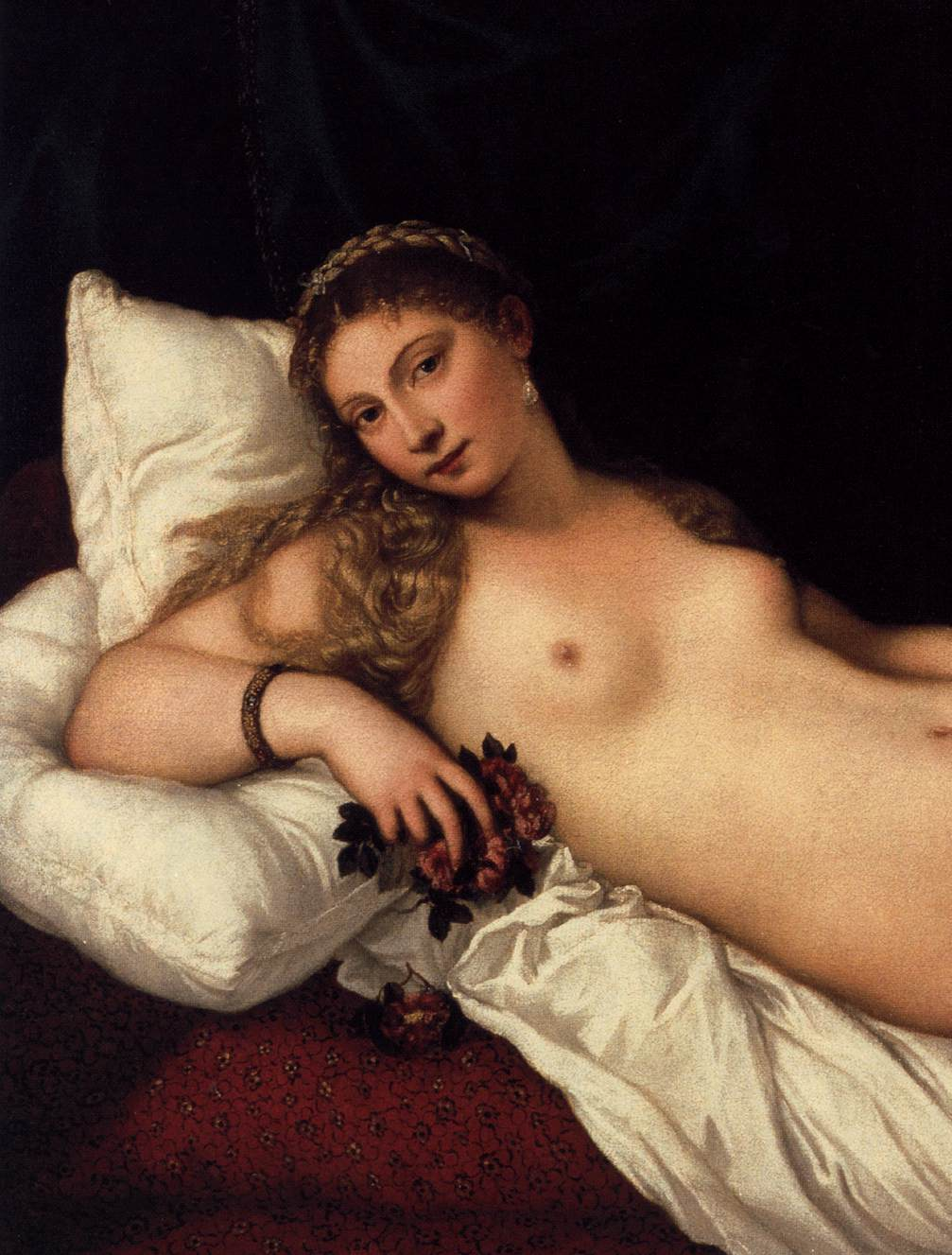
花を持つ『ウルビーノのヴィーナス』（ディテール）。

フローラの様式は柔らかく豪華な色の調和と同時に、ティツィアーノの「色彩古典主義」と呼ばれる典型的な構成の調和を示しており、主題の美しさと官能的価値を高めている。人物像は厳格に正面を向いているがよりダイナミックなパターンに頼ることなく空間に配置され、女性の豊かな身体は、手と肩の動きと、同様にわずかに横に傾いた頭の動きによって円形の動きを示唆している。

## 来歴

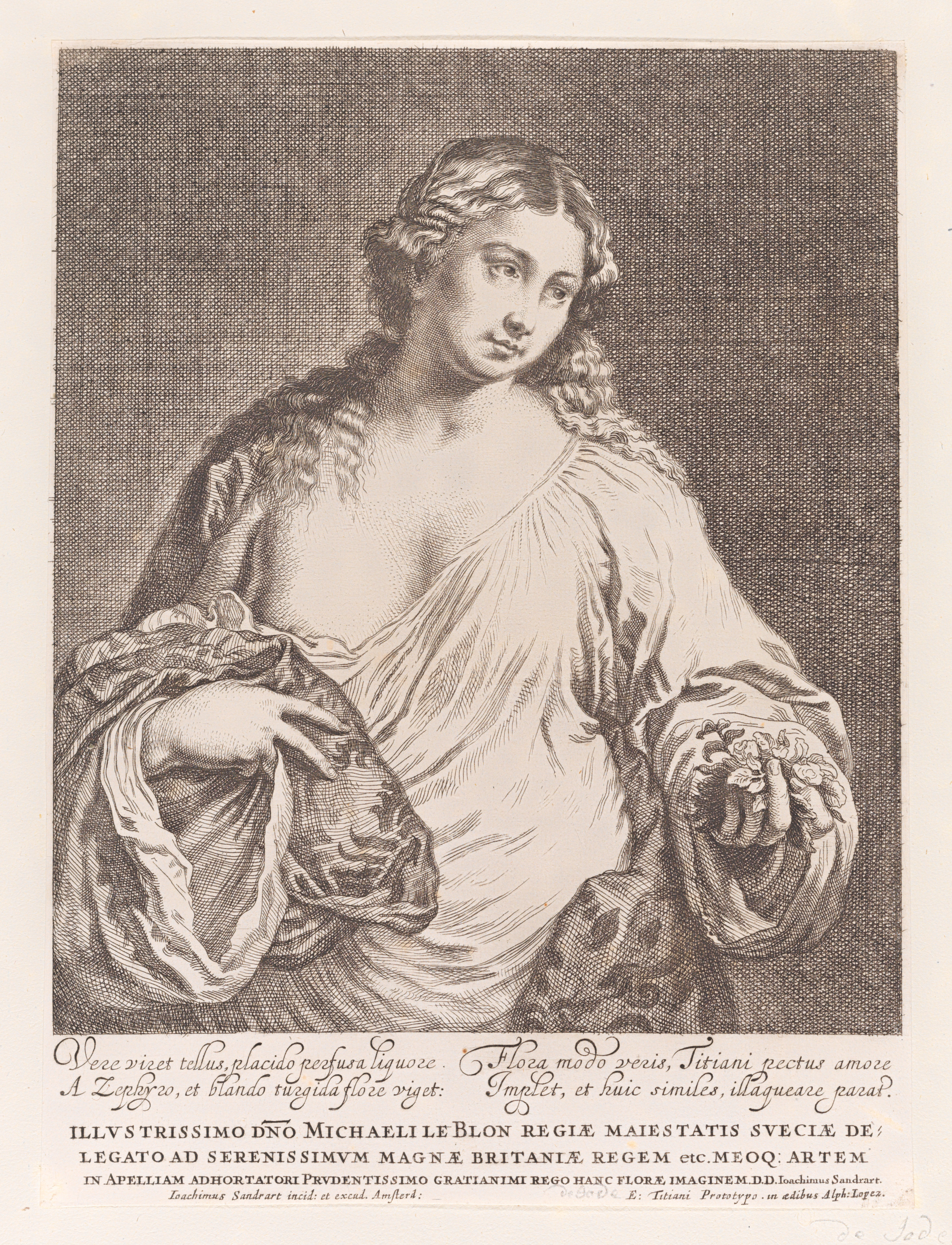
ヨアヒム・フォン・ザンドラルトのエングレーヴィング。

この作品は制作以来かなりの成功を収めており、16世紀の数多くの印刷物に登場した。その後、17世紀にブリュッセルとウィーンの間の芸術市場で一連の不明瞭な取引を通過した。確実に分かっているのは17世紀にアムステルダムのスペイン大使アルフォンソ・ロペス（Alfonso López）のコレクションに入り、ロペスによって大公レオポルト・ヴィルヘルム・フォン・エスターライヒに売却されたことである。オランダの画家レンブラント・ファン・レインはサスキアの肖像画を描く際に本作品をモチーフとして多用している。絵画は1640年から1641年までパリにあり、おそらくロペス・コレクションのオークションでパリで売却された。ただし、美術史家ハロルド・エドウィン・ウェゼイによればロペスは1639年に大公に絵画を売却した。それから150年近く絵画は歴史に現れなかったが、1781年にベルヴェデーレ宮殿のインベントリに記載され、1793年にオーストリアとトスカーナ大公国間の血縁関係を利用してウフィツィ美術館の所蔵品と交換された。ウィーンの帝国博物館（今日の美術史美術館）は実際にはヴェネツィア派の作品が非常に豊富で、トスカーナ派の作品は少なかった。そこでアルブレヒト・デューラー、ジョルジョーネ、ジョヴァンニ・ベッリーニ、ティツィアーノなどの作品にオランダ絵画を加えた作品群がフィレンツェに持ち込まれた。ウフィツィ美術館に入った『フローラ』は非常に人気を博した。1824年、当時の美術館の館長は、あまりの人気ぶりに一度に4人以下の模写者が展示場所の前に出てはならないという規則を設けることを余儀なくされ、待機シフトは数か月間続いた。第二次世界大戦中の1940年から1945年にかけてローマのヴィラ・メディチ、ナポリのカマルドリ修道院にあり、それ以降は再びウフィツィ美術館に戻り、現在にいたっている。
なお、この作品の伝統的なタイトル『フローラ』は、まだアルフォンソ・ロペスのコレクションにあったときにエングレーヴィングを制作したヨアヒム・フォン・ザンドラルトのアイデアにさかのぼる。アントン・ジョセフ・フォン・プレンナーによる1728年の別のエングレーヴィングでは、この作品は誤ってパルマ・イル・ヴェッキオに帰属されており、交換の時点ではこの仮説はまだ続いていた。

## ギャラリー
関連するティツィアーノの作品

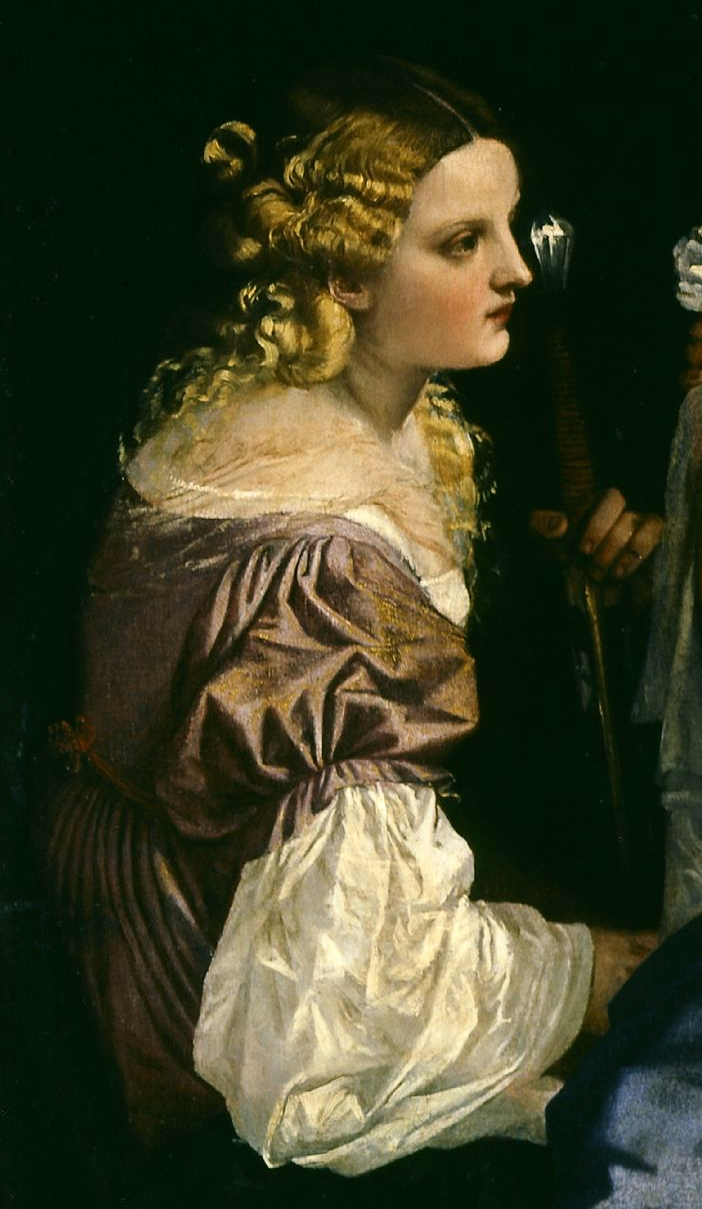
『バルビの聖会話』1513年頃 マニャーニ＝ロッカ財団（英語版）所蔵
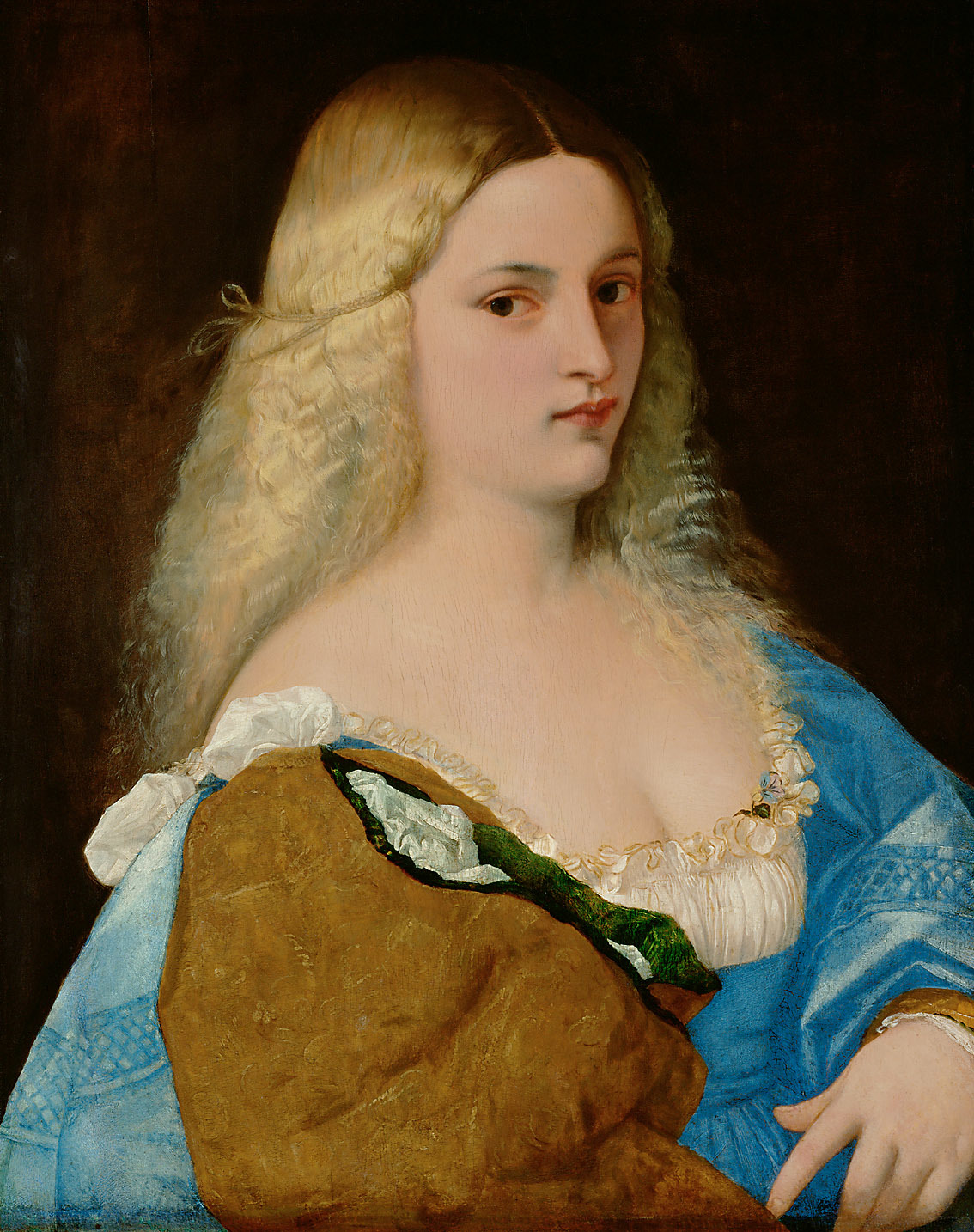
『ヴィオランテ』1510年-1515年頃 美術史美術館所蔵
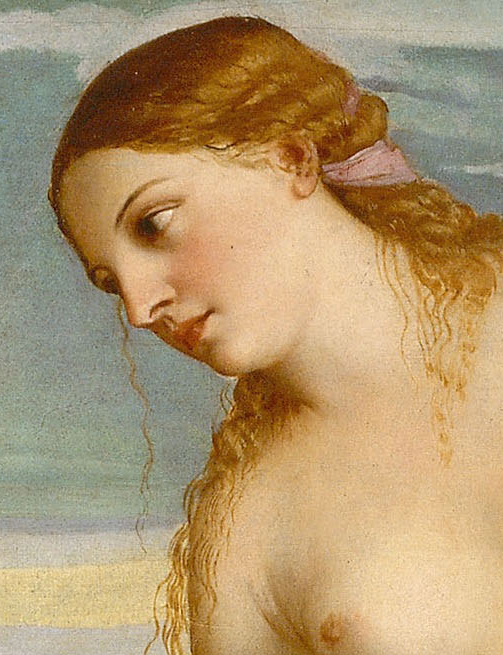
『聖愛と俗愛』1512年から1515年頃 ボルゲーゼ美術館所蔵
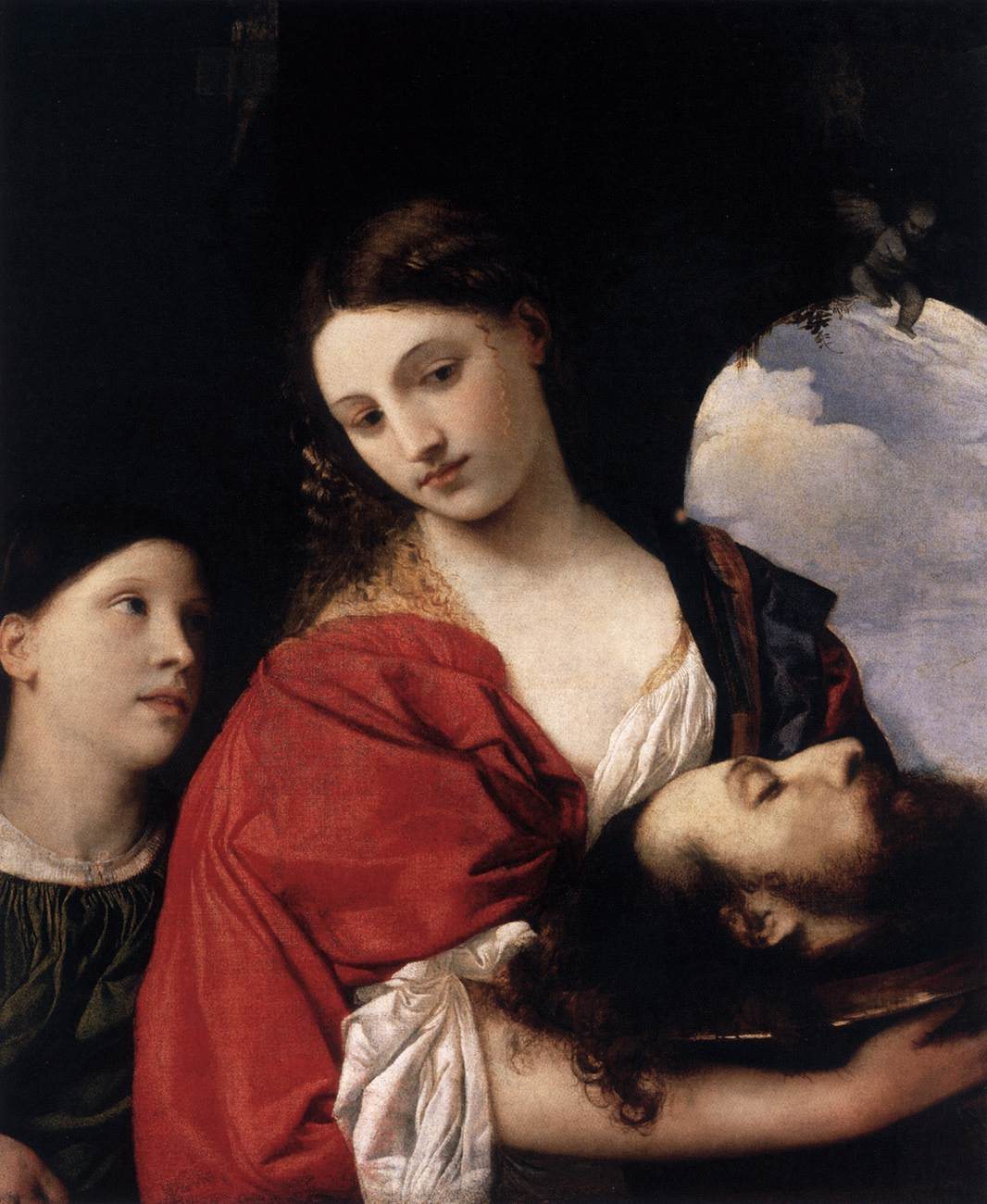
『サロメ』1515年頃 ドーリア・パンフィーリ美術館所蔵
『鏡の前の女』1515年頃 ルーヴル美術館所蔵
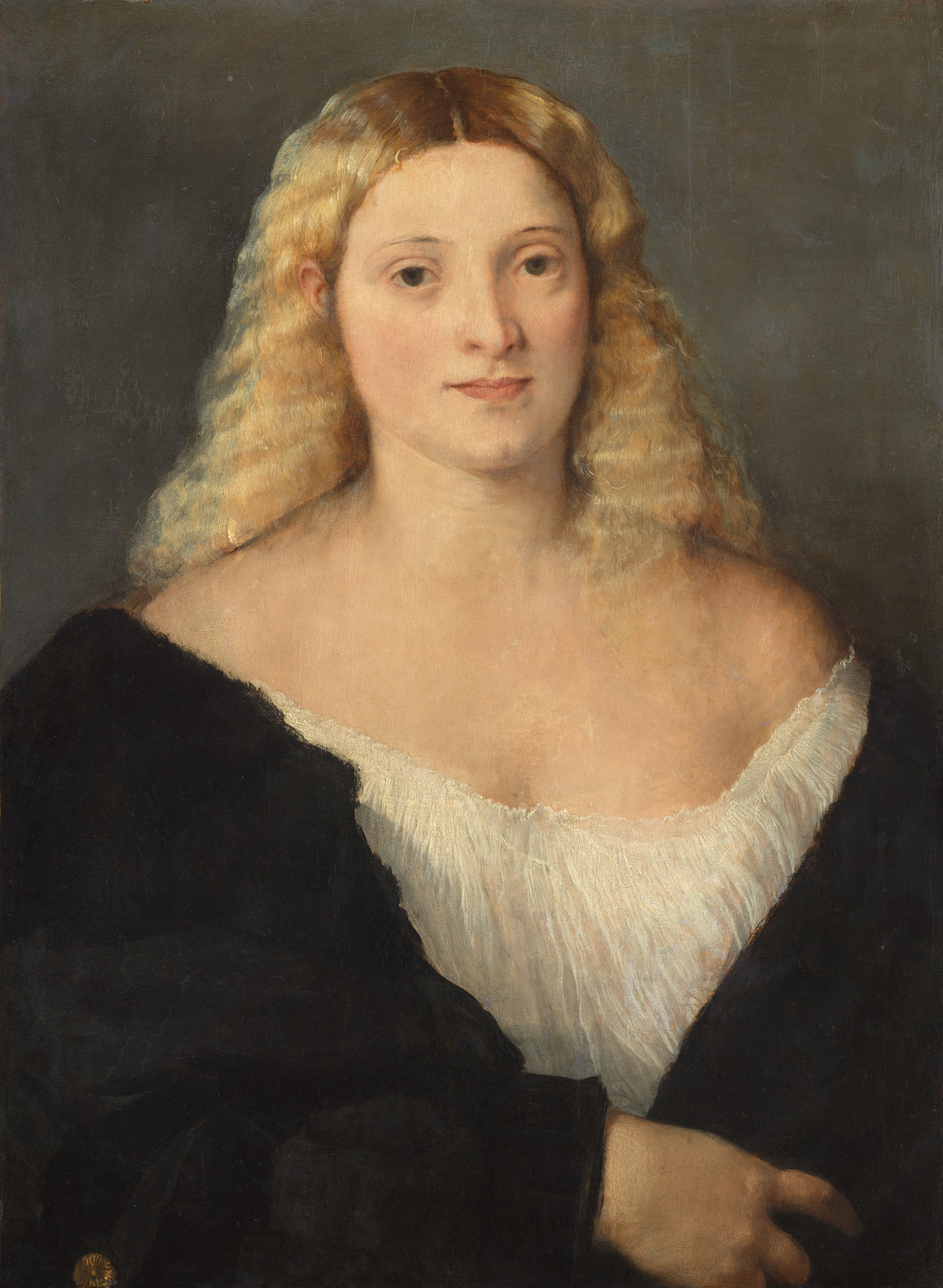
『黒い服を着た若い女性』1515年頃 美術史美術館所蔵
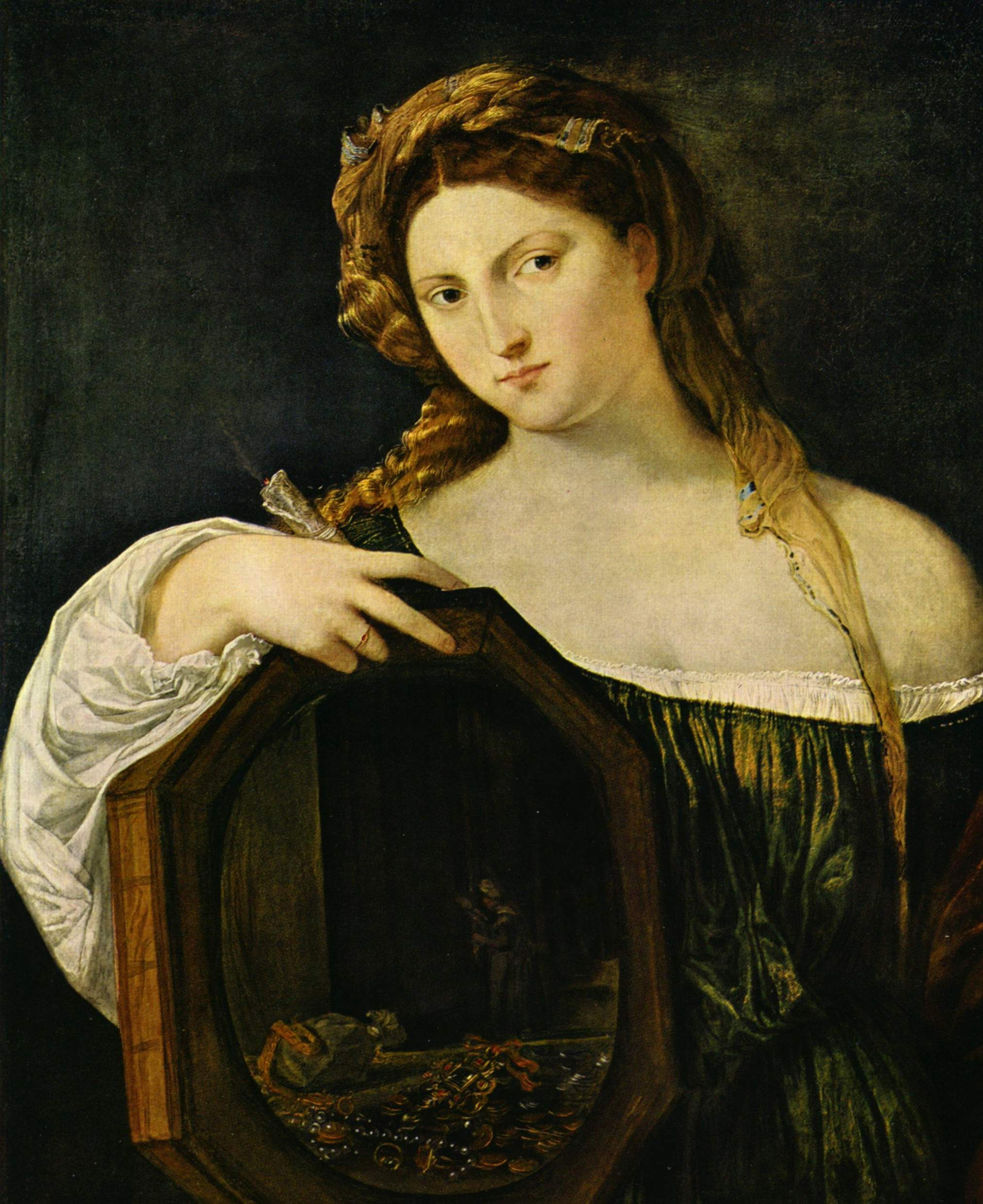
『虚栄』1515年頃 アルテ・ピナコテーク所蔵
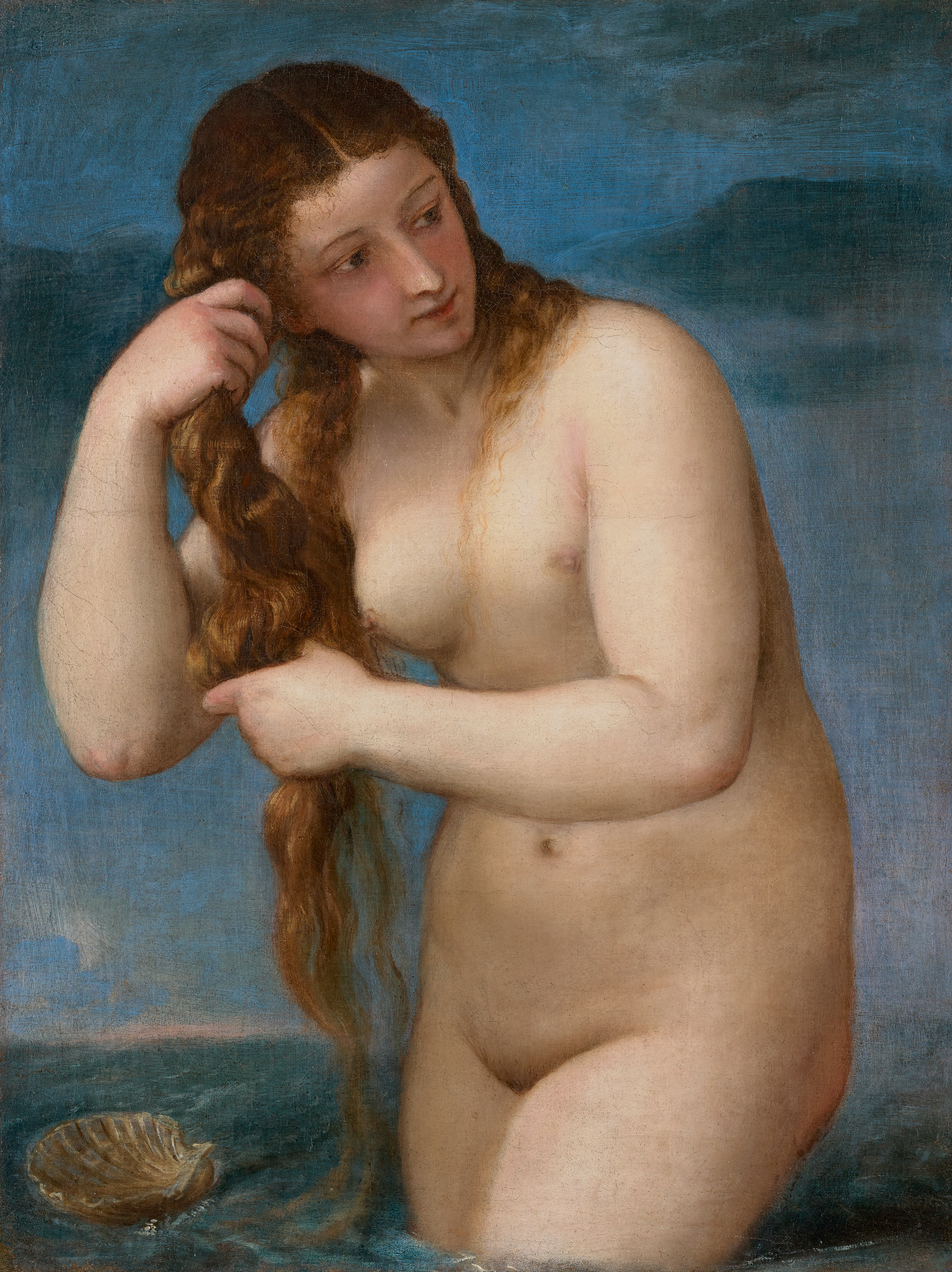
『海から上がるヴィーナス』1520年頃 スコットランド国立美術館所蔵